# 葡萄牙語圈

使用葡萄牙語的國家和地區
母語
官方語言地位
第二語言

葡萄牙語在以下國家爲絕大多數人的母語：葡萄牙、巴西、圣多美和普林西比。葡萄牙語同時亦是安哥拉75%城市人口的母語，該國85%的人口能夠流利使用葡萄牙語，不過在農村地區的普及度則比城市地區要低。根據2007年的人口普查，莫桑比克70%人口能夠流利使用葡萄牙語，該國超過50%的人口以葡萄牙語爲母語（該數字仍在快速增長當中）。葡萄牙語同時亦是幾內亞比索30%人口的母語，同時該國幾乎所有國民都能夠使用另外一種以葡萄牙語爲基礎的克里奧爾語。在佛得角，該國幾乎所有人口都爲葡萄牙語雙語人口（另外一種語言爲以葡萄牙語基礎的克里奧爾語）。葡萄牙語還是南非憲法中特別指明的少數民族語言。
很多國家擁有數量可觀的葡萄牙語移民，包括：安道尔 (15.4%)、百慕大、加拿大 (40萬人——根據2006年人口普查)、法国 (90萬人)、日本 (40萬人)、澤西、纳米比亚 (全國人口的4%-5%，主要爲來自安哥拉的移民)、巴拉圭 (10.7%的人口，即63.3萬人)、澳門 (0.6%人口，即1.2萬人)、瑞士 (19.6萬人)、委內瑞拉 (55.4萬人)以及美國 (0.35%的人口，或 1,228,126 人——根據2007年的調查)。

## 葡萄牙语使用国

### 葡萄牙語國家
| 國家1            | 人口（2018年7月) | 是否多數人母語 | 語言地位                           |
| ---------------- | ---------------- | -------------- | ---------------------------------- |
| 巴西             | 208,846,892      | 是             | 絕大多數人的母語                   |
| 安哥拉           | 30,355,880       | 是             | 多數人的母語及第二語言             |
| 莫桑比克         | 27,233,789       | 否             | 一大部分人的母語，多數人的第二語言 |
| 葡萄牙           | 10,355,493       | 是             | 絕大多數人的母語                   |
|                  | 1,833,247        | 否             | 一大部分人的母語                   |
| 东帝汶           | 1,321,929        | 否             | 少數人的第二語言                   |
| 赤道几内亚2      | 797,457          | 否             | 少數人的母語                       |
|                  | 568,373          | 是             | 大部分人的第二語言                 |
| 聖多美和普林西比 | 204,454          | 是             | 絕大多數人的母語                   |
| 總共             | 约 2.82 億       |                |                                    |

### 前属地葡萄牙语使用情况
| 葡萄牙前属地 | 所属国家 | 人口（2018年7月) | 是否多數人母語 | 語言地位         |
| ------------ | -------- | ---------------- | -------------- | ---------------- |
| 果阿         | 印度     | 1,458,545        | 否             | 少數人的母語     |
| 澳門3        | 中国     | 606,340          | 否             | 少數人的母語     |
| 休達         | 西班牙   | 85,144           | 否             | 几乎无使用者     |
| 马六甲       | 马来西亚 | 935,000          | 否             | 少數人的第二語言 |

### 以葡萄牙語爲外語的國家
葡萄牙語是烏拉圭的學校必修課。以下地區的學校通常會開設葡萄牙語課程：委內瑞拉、赞比亚、刚果共和国、塞内加尔、纳米比亚、斯威士兰、南非、科特迪瓦、毛里求斯。2017年，津巴布韋計劃將葡萄牙語帶入校園。根據葡萄牙外交部的預估，2020年將有32個國家將葡萄牙語作爲學校課程。以下列表中的國家雖然葡萄牙語並非官方語言或者通用語，但擁有使用葡萄牙語的少數民族。
| 國家       | 人口（2017年7月數據） | 是否爲學校的必修科目 | 語言地位         |
| ---------- | --------------------- | -------------------- | ---------------- |
| 乌拉圭4    | 3,444,006             | 是                   | 一大部分人的母語 |
| 阿根廷     | 43,847,430            | 是                   | 少數人的第二語言 |
| 巴拉圭     | 7,052,984             | 否                   | 一大部分人的母語 |
| 委內瑞拉   | 31,568,179            | 是                   | 少數人的第二語言 |
| 西班牙5    | 47,450,795            | 否                   | 少數人的母語     |
| 南非       | 57,725,600            | 否                   | 少數人的母語     |
| 纳米比亚   | 2,606,971             | 否                   | 少數人的母語     |
| 刚果共和国 | 5,125,821             | 否                   | 少數人的第二語言 |
| 尚比亞     | 16,591,390            | 否                   | 少數人的第二語言 |
| 塞内加尔   | 15,411,614            | 否                   | 少數人的第二語言 |
|            | 1,343,098             | 否                   | 少數人的第二語言 |

備註:
1. 均为葡萄牙语国家共同体成员国。
2. 赤道幾內亞於2007年將葡萄牙語亦列爲官方語言，後於2014年加入葡語共同體。葡萄牙語在該國的影響力有限，但該國的比奧科島及安諾本島使用一種以葡萄牙語爲基礎的克里奧爾語。
3. 葡萄牙語與中文並列為澳門的官方語言，但使用人數極少。
4. 雖然葡萄牙語並非烏拉圭的官方語言，但葡萄牙語是該國15%人的母語，[32] 很多居住在巴西邊境附近的人說一種融合了西班牙語和葡萄牙語的語言（烏拉圭葡萄牙語）。[33]
5. 根據部分語言學家的看法，加利西亞語是葡萄牙語的一種口音。約按照此定義，西班牙的西北部地區亦屬於葡萄牙圈。

## 地理分佈

### 南美

#### 巴西
巴西超過兩億的龐大人口使得它成為全球最大、同時亦是美洲唯一的葡語國家。葡萄牙在巴西殖民時期帶入，在葡萄牙結束在巴西的殖民統治之後，葡萄牙語依然作為巴西境內各種族以及美洲原住民之間的通用語。
葡萄牙語是巴西99.5%人口的母語，遠遠領先置於第二名的德語（1.94%），例如 Riograndenser Hunsrückisch （一種巴西當地發展出來的德語方言）。
巴西葡萄牙語和歐洲葡萄牙語大致相同，兩者在詞彙以及語法上的差別類似於美國英語和英國英語之間的差別。不過對比英語的情況，兩個大陸的葡萄牙語在音位和韻律上的差別更大（至少比法國法語以及魁北克法語之間的差異大）。話雖如此，兩者之間交流並無障礙。很多巴西葡萄牙語的特征今天在葡萄牙的一些偏僻農村中依然可以發現（亞洲和非洲的葡萄牙語同樣也可以發現很多在現代歐洲已經消失的古葡萄牙語元素），並且由於持續不斷的歐洲移民潮，所有歐陸元素都依然可以在巴西葡萄牙語各主要口音中找到蹤跡。
巴西移民潮同時亦為南錐體國家帶去了大量的葡萄牙語人口（尤其是玻利維亞）。

#### 南美洲其餘國家
雖然巴西是南美洲唯一的葡萄牙語國家，但是由於其為該大陸人口最多、經濟體量最大的國家，因此南方共同市場亦把葡萄牙語與西班牙語一併規定為該組織的官方語言。烏拉圭北部與巴西接壤的區域甚至演變出獨特的烏拉圭葡萄牙語。出於與巴西旺盛的貿易需要，在南美洲很多西班牙語國家，例如烏拉圭，阿根廷，巴拉圭，委內瑞拉和玻利維亞，絕大多數當地學校都會定葡萄牙語為第二語言。
在委內瑞拉和圭亞那，還有世代相傳的葡萄牙人社群（多數來自馬德拉）。

#### 北美洲
美國目前擁有有150萬葡萄牙裔和30萬巴西裔，同時美國有73萬人將葡萄牙語作爲家庭用語。加拿大擁有50萬葡萄牙裔，但當中多數已經轉用英語或法語作爲母語。葡萄牙語是百慕大的第二大語言。墨西哥亦有使用葡萄牙語的少數族群。

### 欧洲

#### 葡萄牙
葡萄牙語近乎是該國一千六十多萬人口的第一語言。現在葡萄牙語的祖先可以追溯至9世紀時在伊比利半島西北部（今日葡萄牙北部以及西班牙加利西亞地區）出現的加利西亞-葡萄牙語。現代葡萄牙語於16世紀開始成形。

#### 歐洲其餘地區
加利西亞語是西班牙加利西亞地區的主要語言。該語與葡萄牙語的關係十分密切，同時與西班牙語一道是該地區的官方語言。來自葡萄牙、巴西、非洲葡語國家以及澳門的移民亦有一定數量定居在安道爾（大概一萬五千人）、比利時、法國（大概五十萬人）、德國、盧森堡、西班牙、瑞士以及英國。

### 非洲
非洲共有六個葡萄牙語國家（或葡萄牙語國家共同體），分別是安哥拉、莫三比克、聖多美及普林西比、維德角幾內亞比索以及赤道幾內亞，當中前五國爲葡萄牙的前殖民地，同時非洲的絕多數葡萄牙語使用者亦分佈在該五國。葡萄牙语国家共同体的成員從幾內亞比索到莫三比克的獨立運動將葡萄牙文作為一項工具來促進他們國家的發展和統一，且在馬拉威、納米比亞、塞內加爾、南非及辛巴威使用以及學習。葡萄牙語在非洲是繼英語、法語之後的第三大主要歐洲語言，亦是非洲聯盟及南部非洲發展共同體的官方語言，在該洲擁有超過三千萬的使用人口。
但葡萄牙語在非洲依然面臨着同英語和法語的激烈競爭。佛得角、幾內亞比紹、聖多美和普林西比加入了法語國家共同體，而莫桑比克是英聯邦的成員國，同時亦是法語國家共同體的觀察成員國。但同樣地，葡萄牙語亦有散播至其他非葡萄牙語非洲國家，例如赤道幾內亞將葡萄牙語列爲官方語言以期加入葡萄牙語國家共同體，毛里求斯和塞內加爾亦成爲了該組織的觀察成員國。

#### 安哥拉
在安哥拉，葡萄牙語已經不單單只是一個國語，甚至成為了一種凝聚國家的力量，安哥拉民众普遍对自己所使用的语言感到无比自豪。該國85%的人口能夠流利使用葡萄牙語，另外75%的人口以葡萄牙語爲第一語文，居住在城市的安哥拉年輕人不少甚至在日常生活中只會說葡萄牙語。在安哥拉甚至可以收看到數個葡萄牙或是巴西的節目。當地的班圖語言亦吸收了大量的葡萄牙語藉詞。

#### 莫桑比克
葡萄牙語是莫桑比克的唯一官方語言及各族裔間的通用語，擁有大量的第二語言人口，同時亦是城市地區的主要語言。該國65%的人口能夠流利使用葡萄牙語，另外30%以葡萄牙語爲第一語文。葡萄牙語還是該國多數傳媒的唯一用語，並且與安哥拉一樣，當地普遍收看來自巴西和葡萄牙的電視節目。

#### 幾內亞比紹
雖然葡萄牙語是幾內亞比紹的唯一官方語言，但全國僅有50%的人口能夠熟練使用葡萄牙語。 不過，當地幾乎全部人口能夠使用一種以葡萄牙語爲基礎而發展來的克里奧爾語。

#### 佛得角
葡萄牙語同樣是佛得角的唯一官方語言，但本國人口的母語多是本地以葡萄牙語爲基礎的克里奧爾語。但與幾內亞比紹不同的是，當地絕大數人能夠流利使用標準葡萄牙語。歐洲葡萄牙語是本國的教育及傳媒語言。

#### 聖多美和普林西比
聖多美和普林西比95%的人口能夠流利說葡萄牙語或以葡萄牙語爲家庭用語。聖多美葡萄牙語和巴西葡萄牙語有不少相似之處。該國擁有至少三種不同的克里奧爾語，被超過50%的人所使用。

#### 赤道幾內亞
赤道几内亚原爲葡萄牙的前殖民地 (1474年-1778年)，後成爲西班牙的殖民地 (1778年-1968年)。該國的比奧科島及安諾本島使用一種以葡萄牙語爲基礎的克里奧爾語。
2007年，時任總統特奧多羅·奧比昂·恩圭馬·姆巴索戈決定將葡萄牙語亦列爲國家官方語言（與西班牙語及法語同行），以推進與葡萄牙語國家的貿易交流及雙邊關係。雖然國家開始推廣葡萄牙語，真正的使用人口卻相當有限，但相信隨着其他葡萄牙語國家經濟政治力量的增強，該國的葡萄牙語影響力可能會提高。
西班牙語爲該國的主要行政和教育語言，超過90%的民衆以其爲主要用語。

#### 非洲其餘國家
1975年安哥拉和莫桑比克從葡萄牙獨立後，原本生活在當地的白人不少前往南非，致使該國擁有30萬葡萄牙語人口（亦有部分直接來自於葡萄牙的馬德拉地區）。隨後安哥拉和莫桑比克爆發內戰，不少說葡萄牙語的戰爭難民亦遷往南非、剛果民主共和國、納米比亞及贊比亞。
在南塞內加爾地區的卡薩芒斯區，一個活躍的葡萄牙克里歐語社區串聯起幾內亞比索的文化上和語言上的關係。因為當地的歷史背景，使得當地葡萄牙人的後裔或是非裔的子嗣學習葡語和歷史非常的風行。而且在當地所使用的克里歐語和赤道幾內亞以及聖多美及普林西比的安納彭島所使用的有很大的關聯。2008年，塞內加爾成爲葡萄牙語國家共同體的觀察成員國。
毛里求斯和莫桑比克有着很強的文化聯繫，該國在2006年成爲葡萄牙語國家共同體的成員國。

### 亚洲

#### 東帝汶
2002年獨立後，葡萄牙語和德頓語是東帝汶的官方語言，前者於葡萄牙殖民時期於當地扎根。全國大概36%的人口能流利使用葡萄牙語，而當地的德頓語亦受葡萄牙語極大影響，擁有著大量的葡語藉詞。該國的葡萄牙語-德頓語平行文本相當普遍。另外東帝汶在被印尼佔領期間，葡語一度被印尼當局限制使用，並強制當地居民改用印尼語，後來在正式獨立建國後，當局才正式恢復葡語的使用。

#### 澳門

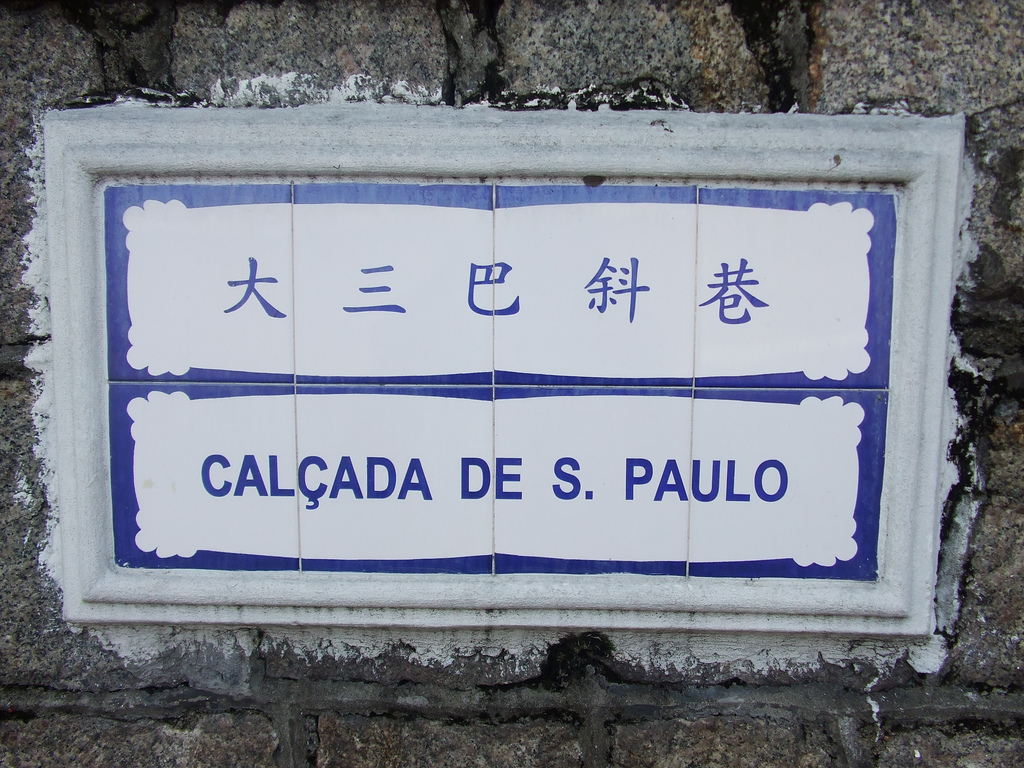
澳門的路牌，可見使用當地的兩種官方語言陳列：中文及葡文

由於中國的一國兩制政策，澳門特別行政區保留葡萄牙語作為其官方語言（與粵語同行）。雖然自1537年葡萄牙開始在澳門設立定居點起，葡萄牙殖民了澳門近400年，但是葡萄牙語卻一直未能在澳門廣泛使用，而僅僅保留為政府或高等教育用語，使用者多數都是前葡萄牙殖民者，澳門土生葡人以及華人上層社會，此狀況一直延續到1999年澳門回歸中國。葡萄牙語對澳門影響，明顯沒有英語對香港的影響那樣強烈，並且其影響力甚至在葡萄牙統治時期就已经開始沒落。諷刺的是，葡萄牙結束對澳門的統治之後，葡萄牙語在當地才開始出現復甦（出於中國與葡語國家的貿易需求）。現在澳門有3%的人口以葡萄牙語為第一語言，同時另外7%能流利使用葡萄牙語。澳門亦有其獨有的澳門土生葡語，但已經面臨滅絕。
澳門舉辦了2006年的葡語系運動會，並且在中國及其他葡萄牙語的外交關係中有着重要的作用。

#### 印度
果阿在1961年前一直是葡萄牙的領土。雖然在殖民期間葡萄牙語是當地的唯一官方語言，但是今天只有一些老年人及受過教育的人士使用，並且葡萄牙語隨著印度的入侵亦失去了官方語言的地位。不過果阿的本土語言孔卡尼語還是吸收了不少葡萄牙語藉詞。近年來，果阿亦有人士嘗試用葡萄牙語字母書寫孔卡尼語，同時亦有呼聲將葡萄牙语重新列為官方語言之一。
葡萄牙人在達曼-第烏的殖民統治亦為當地帶來一定的葡萄牙語影響。該地發展出了一種以葡萄牙語為基礎的克里奧爾語 Língua da Casa。近年來葡萄牙語和葡萄牙文化開始在當地復興，葡萄牙語在當地的一些學校亦有教授。
估計在果阿及達曼-第烏兩地共有3%-5%的人口能夠使用葡萄牙語（亦即一萬人左右）。2014年全果阿有1500名學生學習葡萄牙語。 印度在分別在2006年和2014年參加了葡語系運動會，果阿邦同時亦在等候印度聯邦政府批准其加入葡萄牙語國家共同體（作爲觀察成員）。

#### 馬六甲
馬六甲曾屬於葡國屬地，雖然後來被英國佔領後，但也有很多葡萄牙人留在馬六甲落地生根，所以在馬六甲葡萄牙人和葡萄牙後裔和當地人民通婚的後代族群，也使用英葡三兩種語言。這些歐亞混血兒稱為克里斯坦人。馬六甲在未來有可能成爲葡萄牙語國家共同體的觀察成員。

#### 日本

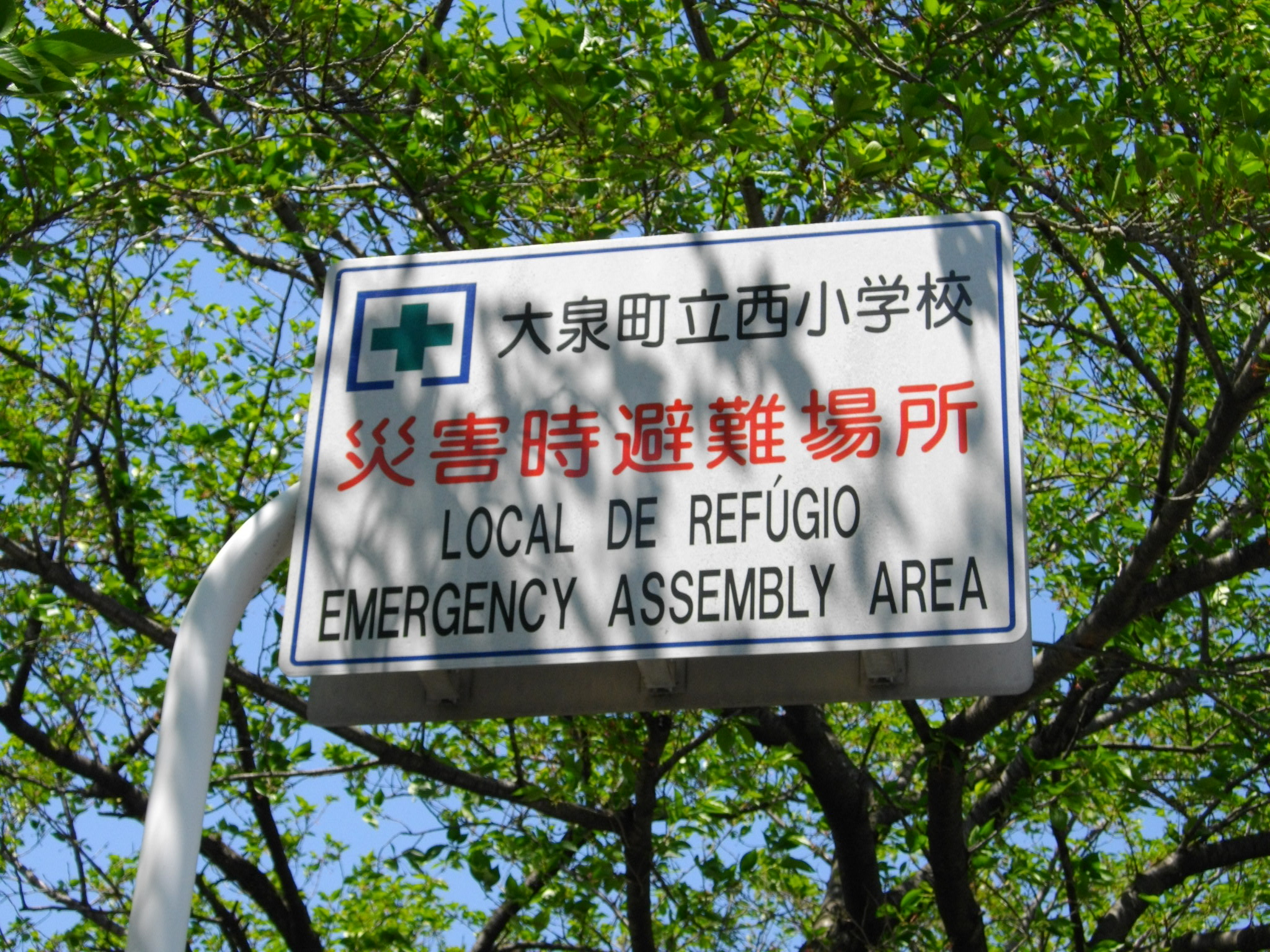
群馬縣大泉町的一片緊急避難指示看板，以日語、葡語及英語並陳

1543年，一艘從澳門預定開往浙江的貿易船因颱風意外漂流到日本的種子島，船上有葡萄牙人，並與種子島的島主交易走私的火繩槍。此為葡萄牙人與日本人接觸的開端。之後十六世紀中期至十七世紀初期，日本人與葡萄牙人、西班牙人開始貿易，稱為「南蠻貿易」。葡萄牙語開始傳入日本，因此日語的一些外來語是源自於葡萄牙語，例如麵包的日語就是葡語的。
20世紀初，日本政府鼓勵國民遷居到中南美洲開墾，因此有不少居住在巴西的日本僑民。二戰戰後，一些僑民回到日本定居，在群馬縣大泉町、太田市及靜岡縣濱松市等地居住不少使用葡萄牙語的人口，因此這些地方常見日語及葡語並陳的標示牌及廣告看板。2005年，日本擁有30萬日裔巴西人，是日本國內繼華人、朝鮮人之後的第三大外國移民群體，同時亦使日本擁有全亞洲最大的葡萄牙語社區。

#### 斯里蘭卡
葡萄牙語是最早抵達斯里蘭卡的歐洲殖民者，該國舊稱“錫蘭”（Cyelon）正是來自葡萄牙語。該島有5,000人使用一種葡萄牙語歸融語。斯里蘭卡亦參加了2006年及2014年的葡語系運動會。